# NGC 4509
NGC 4509 (również PGC 41660 lub UGC 7704) – galaktyka nieregularna (IBm?), znajdująca się w gwiazdozbiorze Psów Gończych. Odkrył ją John Herschel 11 marca 1828 roku.